# Élection gouvernorale de 2022 au New Hampshire
L'élection gouvernorale de 2022 au New Hampshire a lieu le 8 novembre 2022 afin d'élire le gouverneur de l'État américain du New Hampshire.
Le gouverneur sortant républicain Chris Sununu est réélu avec 56 % des voix.

## Contexte
Le gouverneur sortant républicain, Chris Sununu a été élu en 2016, réélu en 2018 puis en 2020 et se représente pour un quatrième mandat.

## Système électoral
Le gouverneur du New Hampshire est élu pour un mandat de deux ans au scrutin uninominal majoritaire à un tour.

## Primaire républicaine

### Candidats
- Julian Acciard, ancien combattant
- Jay Lewis
- Richard McMenamon II
- Thad Riley, activiste communautaire
- Karen Testerman, conseillère municipale de Franklin
- Chris Sununu, gouverneur sortant

### Résultats
| Candidat | Candidat             | Voix    | %     |  |
| -------- | -------------------- | ------- | ----- |  |
|          | Chris Sununu         | 113 443 | 78,66 |  |
|          | Karen Testerman      | 14 473  | 10,04 |  |
|          | Thad Riley           | 11 107  | 7,70  |  |
|          | Julian Acciard       | 2 906   | 2,01  |  |
|          | Jay Lewis            | 1 318   | 0,91  |  |
|          | Richard McMenamon II | 817     | 0,57  |  |
|          | Candidats par écrit  | 160     | 0,11  |  |
|          |                      |         |       |  |
| Total    | Total                | 144 224 | 100   |  |

## Primaire démocrate

### Candidats
- Tom Sherman, sénateur du New Hampshire

### Résultats
| Candidat | Candidat            | Voix   | %     |  |
| -------- | ------------------- | ------ | ----- |  |
|          | Tom Sherman         | 82 607 | 97,57 |  |
|          | Candidats par écrit | 2 058  | 2,43  |  |
|          |                     |        |       |  |
| Total    | Total               | 84 665 | 100   |  |

## Autres partis et candidats
- Karlyn Borysenko (Parti libertarien)
- Kelly Halldorson (Parti libertarien)

## Résultats
| Candidat                 | Candidat                 | Parti                    | Voix    | %     |
| ------------------------ | ------------------------ | ------------------------ | ------- | ----- |
|                          | Chris Sununu             | Républicain              | 352 813 | 56,98 |
|                          | Tom Sherman              | Démocrate                | 256 766 | 41,47 |
|                          | Kelly Halldorson         | Libertarien              | 5 071   | 0,82  |
|                          | Karlyn Borysenko         | Libertarien              | 2 772   | 0,45  |
|                          | Candidats par écrit      | Candidats par écrit      | 1 713   | 0,27  |
|                          |                          |                          |         |       |
| Votes valides            | Votes valides            | Votes valides            | 619 135 | 98,77 |
| Votes blancs et nuls     | Votes blancs et nuls     | Votes blancs et nuls     | 7 710   | 1,23  |
| Total                    | Total                    | Total                    | 626 845 | 100   |
| Abstention               | Abstention               | Abstention               | 298 556 | 32,37 |
| Inscrits / participation | Inscrits / participation | Inscrits / participation | 925 401 | 67,63 |